# 旋轉的愛 (2021年電視劇)
《旋轉的愛2021》（羅馬化：Wong Wien Hua Jai），是二度翻拍自同名小说的泰國愛情劇，由沙倫·斯里拉克（Porshe）與緹莎娜特·索恩素克（Now）領銜主演。劇集開播後水漲船高，播畢前已創下7.0的高收視率，最終以平均5.39的高收視率榮獲2021年上半年的收視率亞軍。

## 劇情簡介
Bow（緹莎娜特·索恩素克 飾）得知男友Phong（塔克斐·萊卡威吉 飾）對她不忠並讓Vitthanee（蘭達帕·蒙塔盧帕 飾）懷孕後返回泰國，而Vitthanee將與他結婚，Vitthanee是葡萄園主Tos（沙倫·斯里拉克 飾）體弱多病的妹妹，他對妹妹的保護欲極強。之後沉浸在心碎和欺騙的痛苦中的Bow決定獨自去酒吧借酒消愁，不知何故，她在那裡差點被迷姦，幸好Tos及時救了她，並設法將她安全地帶離。日後Tos為了保護Vitthanee，決定藉此將Bow綁在身邊，他告訴Bow的父親他已經和他的女兒上床了，這使得傳統的Bow父親為了維護女兒的名譽將Bow嫁給了Tos，於是兩人推拉式的愛情故事就這樣開始了。

## 演員陣容
- 沙倫·斯里拉克（Porshe） 飾演 Kanaphan Pithakarn（Tos）

葡萄酒莊主，為了妹妹Nee的幸福不惜將Bow綁在自己身邊，最後與其日久生情
- 緹莎娜特·索恩素克（Now） 飾演 Buphachart Pimuyothakarn（Bow）
- 塔克斐·萊卡威吉（Tyfoon） 飾演 Waraphong（Phong）

Nee的丈夫，Bow的前男友，酒醉與Nee發生了一夜情後，被逼與其結婚，但內心仍愛著Bow
- 蘭達帕·蒙塔盧帕（Ploy） 飾演 Vitthanee Pithakarn（Nee）

Tos的妹妹，患有心臟病，因為從小父母雙亡，Tos為了彌補她，對她的予取予求照單全收，導致她個性驕縱，深愛著Phong
- 查道·希提波爾（Film） 飾演 Kantika（Baitong）

Tos的青梅竹馬，從小就喜歡Tos，為了得到他，不擇手段地傷害阻撓她的所有人
- 查文维武·功通拉宁（Win） 飾演 Chai

花花公子，Tos的朋友，Kae的歡喜冤家，最後與其交往
- 那塔琳·蘇萬納勒（Libya） 飾演 Kaekai（Kae）

花店老闆娘，Phong的朋友，Chai的歡喜冤家，最後與其交往
- 瓦妮薩拉·葐烏東薩（Ninew） 飾演 Bam Pimuyothakarn

Bow的姊姊
- 特林·赛塔丘克（Trin） 飾演 Rerngsak Pimuyothakarn

Bow與Bam的父親
- 缓乐莉·格隆格侬（Khwan） 飾演 Bussaba

Bow與Bam的母親
- 諾彭·皮塔克帕尼（Glom） 飾演 Chakorn

Tos的手下，喜歡Baitong，被Baitong放毒蛇咬死
- 瓦苏·桑辛凯（Jeep） 飾演 Rueang

Chai的父親

## 劇集迴響

### 泰國電視收視
- 收視最低的集數以藍色表示，收視最高的集數以紅色表示，而空格則表示該集的收視沒有相關數據。

| 集數 No.   | 播放日期      | 播放時段 (UTC+07:00) | 平均收視率 | 來源 |
| ---------- | ------------- | -------------------- | ---------- | ---- |
| 1          | 2021年1月21日 | 星期四 20:20         | 3.5        |      |
| 2          | 2021年1月27日 | 星期三 20:20         | 4.6        |      |
| 3          | 2021年1月28日 | 星期四 20:20         | 4.3        |      |
| 4          | 2021年2月3日  | 星期三 20:20         | 4.3        |      |
| 5          | 2021年2月4日  | 星期四 20:20         | 4.9        |      |
| 6          | 2021年2月10日 | 星期三 20:20         | 4.8        |      |
| 7          | 2021年2月11日 | 星期四 20:20         | 5.2        |      |
| 8          | 2021年2月17日 | 星期三 20:20         | 5.0        |      |
| 9          | 2021年2月18日 | 星期四 20:20         | 5.4        |      |
| 10         | 2021年2月24日 | 星期三 20:20         | 5.2        |      |
| 11         | 2021年2月25日 | 星期四 20:20         | 5.3        |      |
| 12         | 2021年3月3日  | 星期三 20:20         | 5.3        |      |
| 13         | 2021年3月4日  | 星期四 20:20         | 5.8        |      |
| 14         | 2021年3月10日 | 星期三 20:20         | 6.0        |      |
| 15         | 2021年3月11日 | 星期四 20:20         | 6.7        |      |
| 16         | 2021年3月17日 | 星期三 20:20         | 6.6        |      |
| 17         | 2021年3月18日 | 星期四 20:20         | 7.0        |      |
| 18         | 2021年3月24日 | 星期三 20:20         | 7.1        |      |
| 平均收視率 | 平均收視率    | 平均收視率           | 5.389      | 1    |

^1  基於每集的平均觀眾份額。

## 作品的變遷
| 泰國第7電視台 每週三至週四20:20-22:15          | 泰國第7電視台 每週三至週四20:20-22:15                 | 泰國第7電視台 每週三至週四20:20-22:15 |
| ---------------------------------------------- | ----------------------------------------------------- | ------------------------------------- |
|                                                | 旋轉的愛 วงเวียนหัวใจ （2021年1月21日 - 2021年3月24日） |                                       |
| 狩獵 ล่าท้าชน （2020年11月18日 - 2021年1月20日） | 洋娃娃 ตุ๊กตา （2021年3月25日 - 2021年5月20日）         |                                       |

| 泰國第7電視台 每週六至週日20:30-22:20             | 泰國第7電視台 每週六至週日20:30-22:20                         | 泰國第7電視台 每週六至週日20:30-22:20 |
| ------------------------------------------------- | ------------------------------------------------------------- | ------------------------------------- |
|                                                   | 旋轉的愛 วงเวียนหัวใจ 重播 （2023年5月14日 - 2023年7月23日）    |                                       |
| 世緣之舟 ล่าท้าชน （2023年3月18日 - 2023年5月13日） | 農家女婿和千金媳婦 เขยบ้านไร่สะใภ้ไฮโซ 重播 （2023年7月29日 - ） |                                       |

## 外部鏈接
- 泰國第7電視台官方網站 （页面存档备份，存于）（泰文）
- 劇集介紹及劇評 （页面存档备份，存于）（英文）
- 豆瓣电影上《旋轉的愛》的資料 （简体中文）